# (1214) Рихильда
(1214) Рихильда (лат. Richilde) — типичный астероид главного пояса, который был обнаружен 1 января 1932 года немецким астрономом Максом Вольфом, работавшим в Гейдельбергском университете. Происхождение названия не установлено. В XI веке это старинное германское имя носила Рихильда, одна из графинь Геннегау.
Время обращения астероида Рихильда вокруг Солнца — 4,464 года.